# Інцидент Тянь Мунцзяня
Массовий розстріл китайських громадян Тянь Мунцзянем (кит.: 建国门事件) — інцидент 1994 року, під час якого офіцер-лейтенант народно-визвольної армії Китаю Тянь Мунцзянь за допомогою штурмової гвинтівки Type 81 застрелив 28 та поранив ще 47 осіб.

## Події
20 вересня 1994 року о 07:40 офіцер-лейтенант НВАК Тянь Мунцзянь, після вбивства лейтенанта та кількох колег на воєнній базі в окрузі Тунчжоу, поїхав в Цзяньгомень, де не розбираючи розстріляв десятки людей (серед яких був іранський дипломат Юсеф Мохаммаді Пішкарні та його 9-річний син). Китайська поліція оточила агресора та влаштувала з ним перестрілку, в результаті якої померли 7 поліцейських. Трохи згодом загнаного Тянь Мунцзяня застрелив поліцейський снайпер.
Коли канадське телебачення почало пряму трансляцію з місця події, влада Китаю негайно відключила всі супутники та відмовилася від надання будь-яких репортажів. Центральній воєнній комісії під керуванням Чжан Жена було надано указ провести детальне розслідування, в результаті якого 60 китайських військових різного чину було звільнено, покарано та розстріляно. Поліцейські чиновник та снайпер були винагороджені.
Мотиви Тянь Мунцзяня залишаються невідомими або нерозкритими.